# 青島橡六
青島橡六輸送帶有限公司，簡稱青島橡六輸送帶、青島橡六，以及橡六輸送帶（英語：Qingdao Rubber Six Conveyor Belt Company Limited），是由青島市政府于1952年成立，現時由中國化工橡膠總公司（中國化工集團公司旗下）全資擁有的企业。其前身為「國營第六橡膠廠」、「青岛第六橡胶厂」、「山東棗莊橡膠廠」、「青島橡膠（集團）有限責任公司」、「青島橡六集團有限公司」。
現時業務在中國內地經營生產、設計及銷售输送带、胶管、三角带，產品包括高效节能型钢丝绳芯输送带、耐灼烧输送带、尼龙输送带、EP输送带、金属网芯输送带、模具带、覆盖带等多项新产品。近年又新开发研制了MT668标准阻燃钢丝绳芯输送带、管状钢丝绳芯输送带、三元乙丙耐高温输送带、预埋线圈式抗冲击防撕裂钢丝绳输送带等，「橡六」為主要品牌。
而董事長及首席執行官為劉海青，而總部位於青岛市市北区华阳路36号。

## 連結
- Rubber6.com